# (10340) Jostjahn
(10340) Jostjahn (1991 RT40) – planetoida z pasa głównego asteroid okrążająca Słońce w ciągu 4,89 lat w średniej odległości 2,88 j.a. Odkryta 10 września 1991 roku.